# Wilhelm Esser (Metallurg)
Wilhelm Esser (* 16. Mai 1878 in Duisburg-Hochfeld; † 25. Januar 1932 in Duisburg) war ein deutscher Metallurg und Manager der Stahlindustrie.

## Leben
Geboren als Sohn des Hüttendirektors Wilhelm Andreas Hubert Esser (1846–1930) und der Fanny Clara geb. Schneider, studierte Wilhelm Esser Eisenhüttenkunde an der Technischen Hochschule Charlottenburg und wurde Mitglied des akademischen Vereins „Eisenhütte“, des späteren Corps Montania Breslau. Im Anschluss an das Studium übernahm er verschiedene Assistentenstellen in der Hüttenindustrie. 1907 wurde ihm die Leitung des Stahlwerks Differdingen der Deutsch-Luxemburgischen Bergwerks- und Hütten-AG übertragen. 1910 wechselte er als technischer Leiter und Vorstandsmitglied zu den Rheinischen Stahlwerken in Duisburg-Meiderich. Unter seiner Leitung wurde das Meidericher Stahlwerk ein technisch hoch moderner Großbetrieb mit integrierten Rohstoff- und Verfeinerungsbetrieben. Nach der Gründung der Vereinigten Stahlwerke leitete er als Mitglied des Vorstands die durch Zusammenlegung der Rheinischen Stahlwerke und der Phoenix AG entstandenen Hüttenwerke Ruhrort-Meiderich, die er zu einem in der Rohstoff- und Energieversorgung sowie der Stahlerzeugung technisch integrierten Großunternehmen formte. Als auf dem Höhepunkt der Weltwirtschaftskrise der Meidericher Werksteil 1932 schließen musste, beging Esser Suizid.
Esser war Mitglied des Aufsichtsrats der Schorch-AG in Rheydt, der Thyssen Eisen- und Stahl-AG sowie der Thyssen-Rheinstahl AG. Weiterhin gehörte er dem Hafenbeirat der Duisburg-Ruhrorter Häfen-AG an. Er war außerdem stellvertretendes Mitglied des Generalvorstands der Hütten- und Walzwerks-Berufsgenossenschaft sowie Mitglied des Vorstands der Sektion II:
Für die Interessen und Ziele des Eisenhüttenwesens engagierte er sich im Verein Deutscher Eisenhüttenleute sowie als Mitglied des Kuratoriums des Kaiser-Wilhelm-Instituts für Eisenforschung. Er war katholisch und verheiratet mit der Industriellentochter Edith Falkenhahn.

## Auszeichnungen
- Dr.-Ing. E. h. der Technischen Hochschule Breslau, 1922